# Neoklasicismus

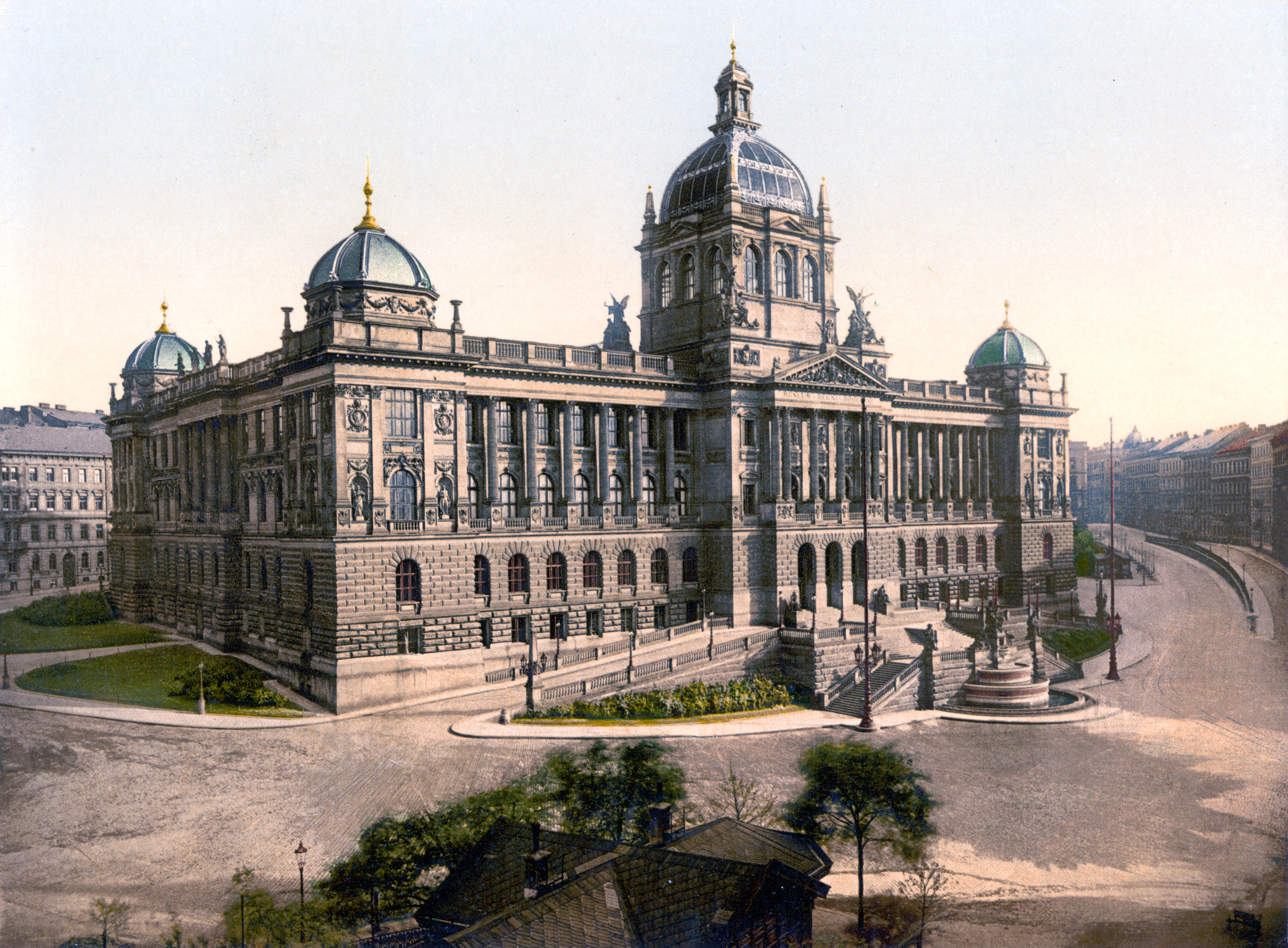
Historická budova Národního muzea v Praze (Josef Schulz, 1885–1890)

Neoklasicismus či novoklasicismus je v architektuře a ve výtvarném umění třetí vlna klasicismu čili návratu ke klasické římské a řecké architektuře. Ve střední Evropě se objevuje od 60. let 19. století jako dekorativní sloh veřejných budov a pak i městských obytných domů a v rozvolněné podobě se vracel i během 20. století. Také v malířství a v hudbě se umělci, kteří hledali nějaký nový a pevnější řád, označují jako „neoklasicistní“.

## Pojem
Užívání pojmů klasicismus a neoklasicismus není jednotné. V české i německé literatuře se obvykle rozlišuje období „barokního klasicismu“ (1680–1730), klasicistní styl Ludvíka XVI. a jemu blízký empír (1770–1840) a konečně neoklasicismus, v českých zemích často označovaný i jako novorenesance. V anglické a francouzské literatuře se jako neoklasicismus obvykle označují všechna tato období bez rozlišení. Impulsem pro nový umělecký styl byly archeologické objevy Pompejí a Herculanea a snaha napodobit klasické řecké a římské umění. Zvláštní vliv měla práce německého historika Johanna Joachima Winckelmanna. 

## Architektura
Od starších forem klasicismu se neoklasicismus liší především tím, že je silně formální: přebírá sice mnoho prvků starověké architektury, používá je však jako dekoraci na budovách čistě účelových (školy, úřady, banky, nádraží i běžné činžovní domy). I když některé veřejné budovy mají nepochybnou uměleckou hodnotu (například Národní muzeum v Praze), běžná stavební produkce pouze pokrývala plochu fasády ozdobnými prvky, často prefabrikovanými ze sádry a užívanými bez ladu a skladu. V tomto hodně vyprázdněném slohu byla vystavěna velká část městských center i nových okrajových čtvrtí po celé Evropě i v USA, zejména v období 1865–1910. Po roce 1900 je novoklasicismus pozvolna vystřídán novými dekorativními slohy (secese, Art nouveau), které ovšem ruší přísnou souměrnost a pravidelnost fasád i strohý kánon klasické řádové architektury.

### Význam
Obliba neoklasicistního stylu reagovala na rychlé střídání různých „historických“ slohů (novorománský, novogotický, novobarokní), které brzy vycházely z módy, kdežto návrat ke „klasickým“ vzorům dával budovám solidní a nadčasový vzhled a i běžné obytné domy povyšoval nad prosté účelové stavby s hladkou fasádou bez ozdob.
Pro tento dojem mohutné pevnosti a trvalosti se i později k neoklasicismu vracely i diktátorské režimy 20. století jako výraz svých ambicí na „tisícileté trvání“, na „věčné časy“.

## Malířství
Neoklasicistní malba zdůraznila strohý lineární design a  archeologicky přesnou prezentaci antického klasického umění. Jako inspirační zdroje byly vužívány mytologické příběhy, klasická díla antické literatury. Technika malby zdůrazňovala linie a účinky světla, převládaly světlá barevnost. Mezi nejznámější představitele patřili  Jacques–Louis David a Jean–Auguste Dominique Ingres.  Mezi malířkami se obzvláštní přízni těšily Angelica Kaufmanová,  Adélaide Labille–Guiardová a Élisabeth Vigée–Lebrunová.
Počátkem 20. století se významní malíři inspirovali klasicismem počátku 19. století, protože hledali pevnější formy. Patřili mezi ně například Pablo Picasso (portréty a akty), André Derain, z českých malířů Rudolf Kremlička, Otakar Kubín, Antonín Procházka, Georges Kars, Alfréd Justitz, Oldřich Koníček a další.

## Hudba
Také řada hudebních skladatelů hledala v klasické hudbě přelomu 18. a 19. století oporu proti převládajícímu romantismu, například Igor Fjodorovič Stravinskij, Maurice Ravel a další.

## Galerie

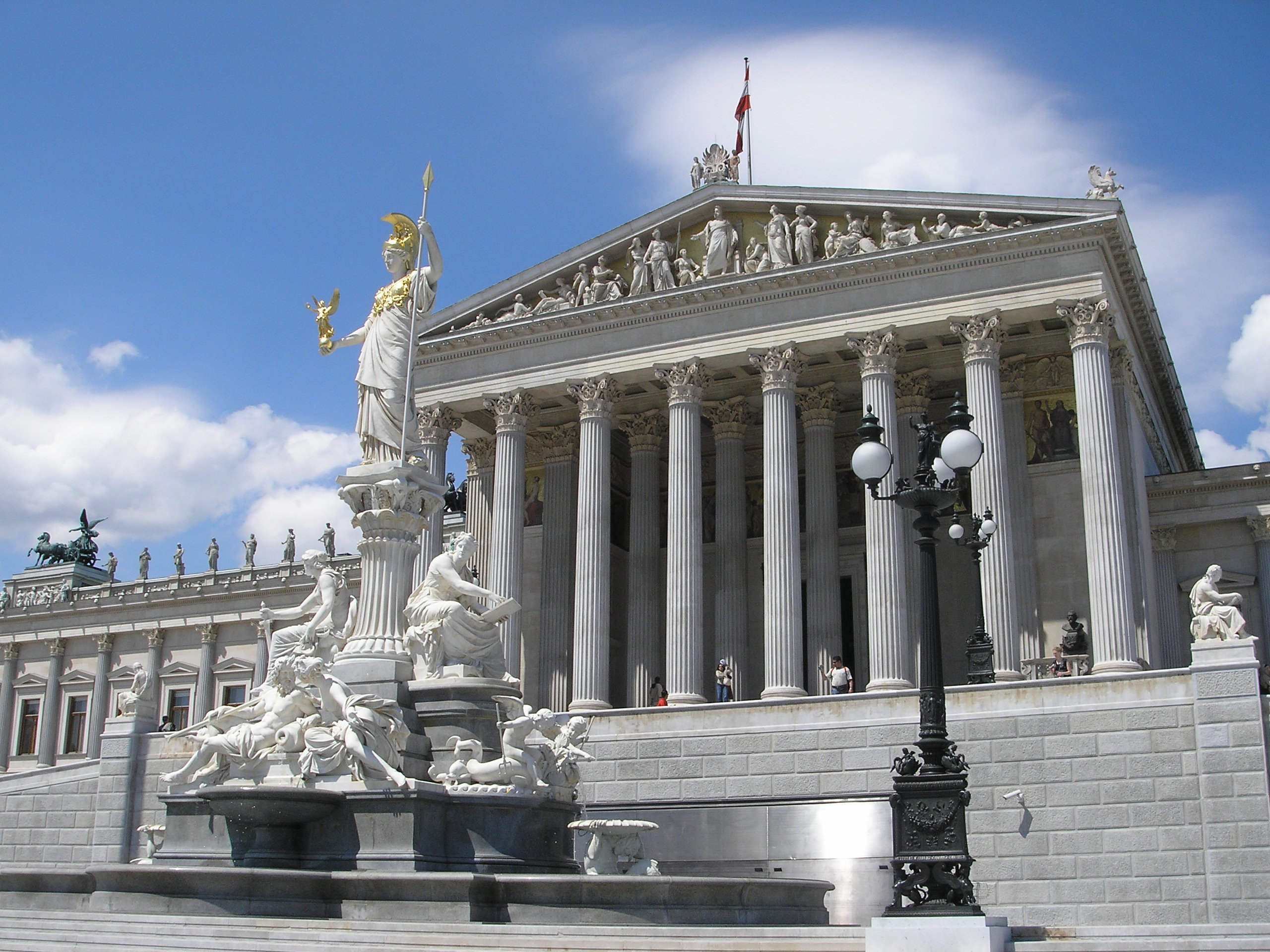
Parlament ve Vídni (Th. Hansen, 1883)
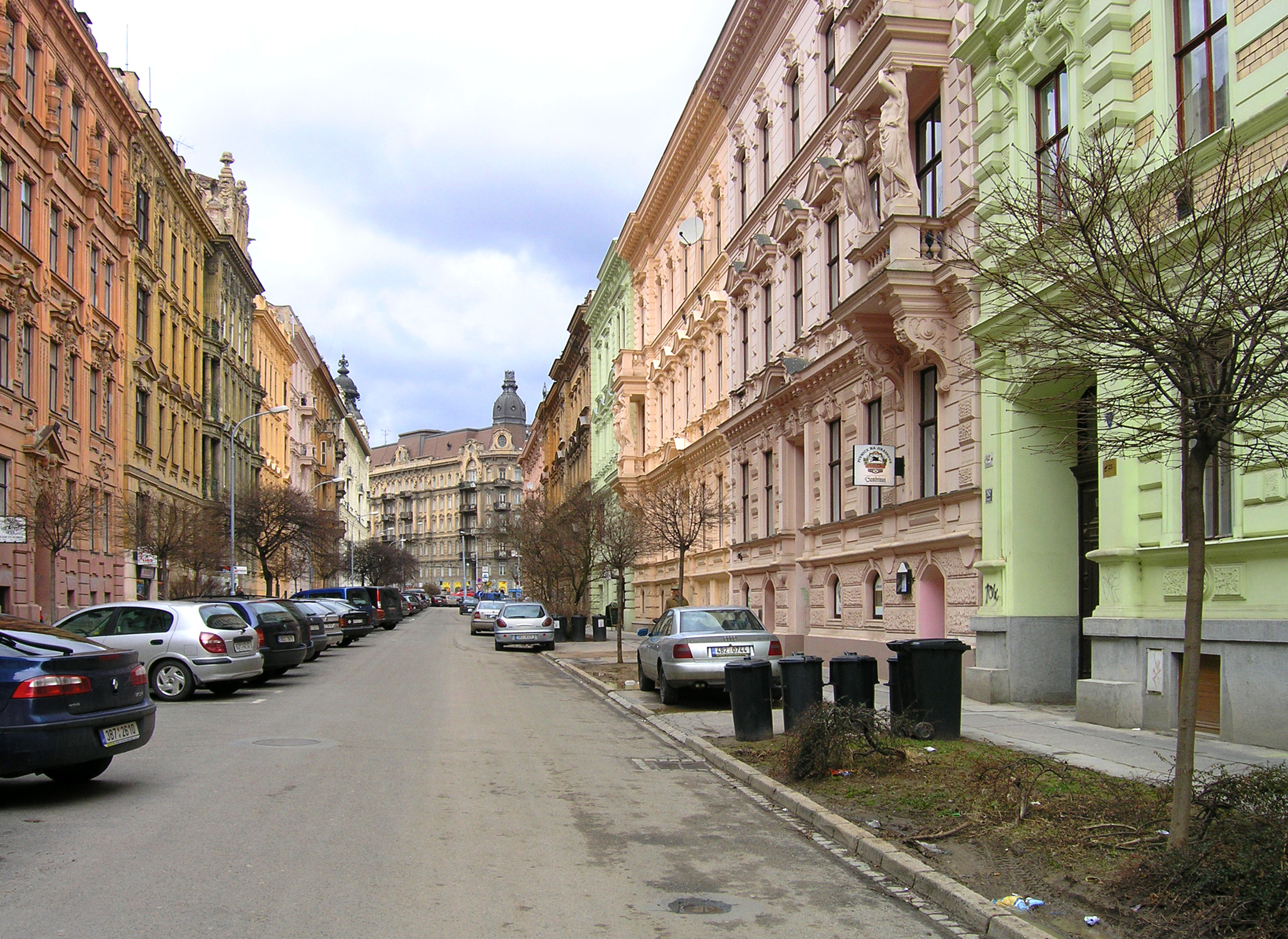
Měšťanské domy v Brně
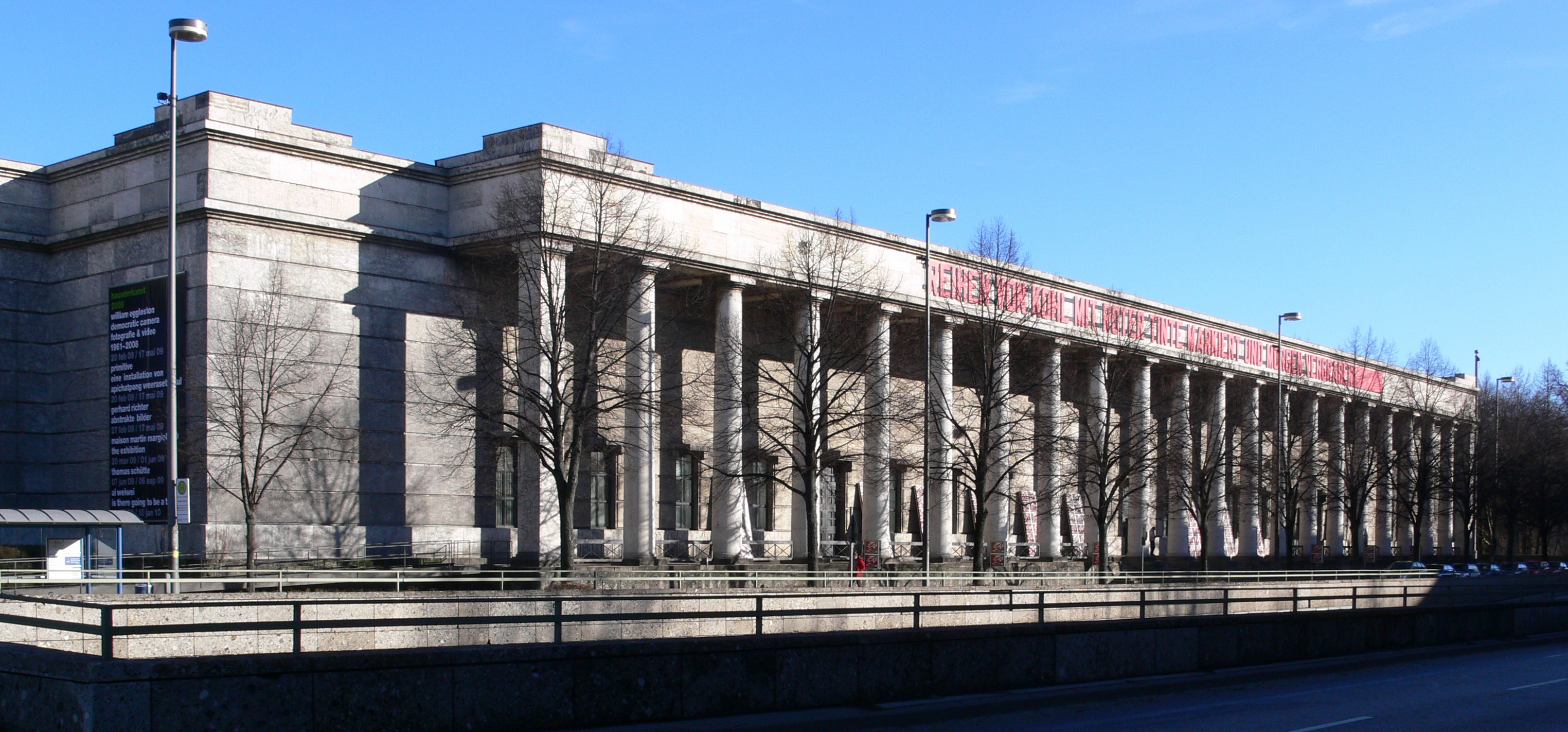
Dům umění v Mnichově (1937)
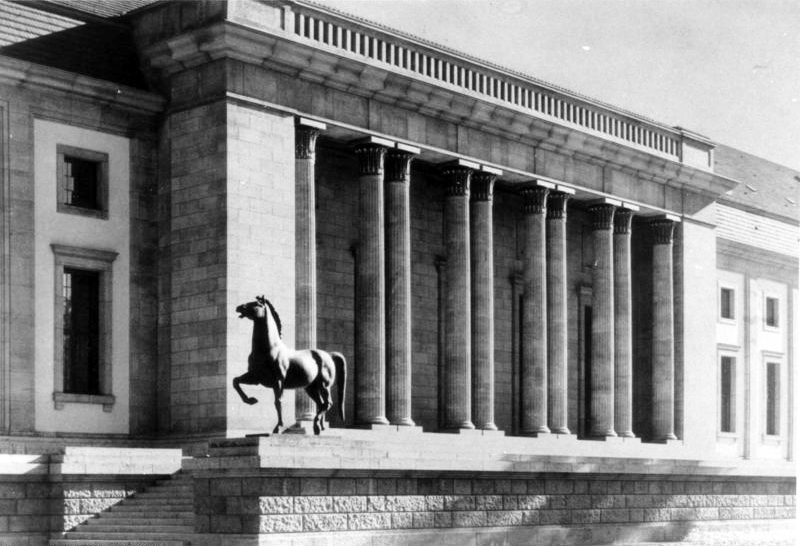
Nové říšské kancléřství v Berlíně (1939)
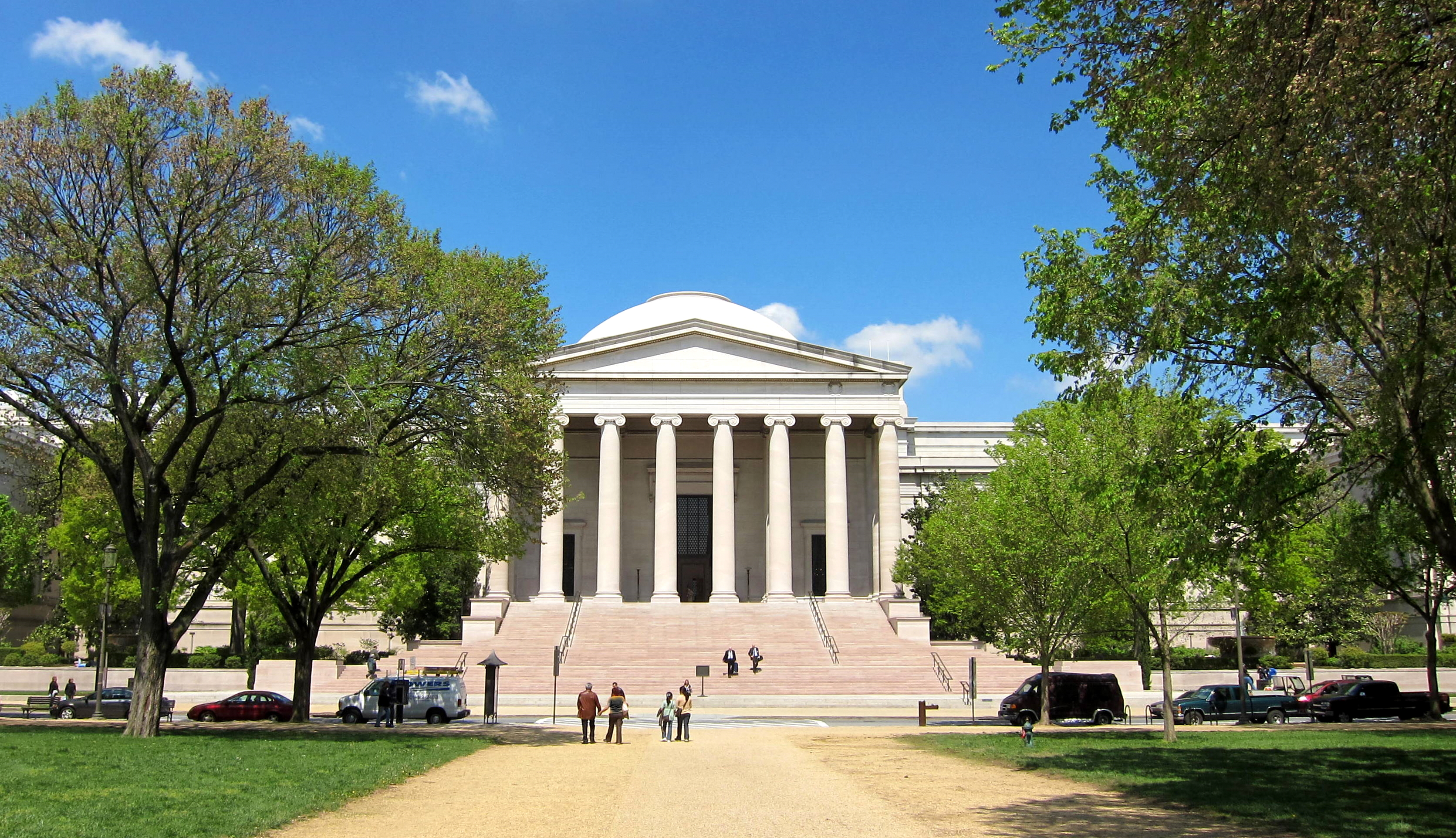
National Gallery of Arts, Washington, D.C. (1941)
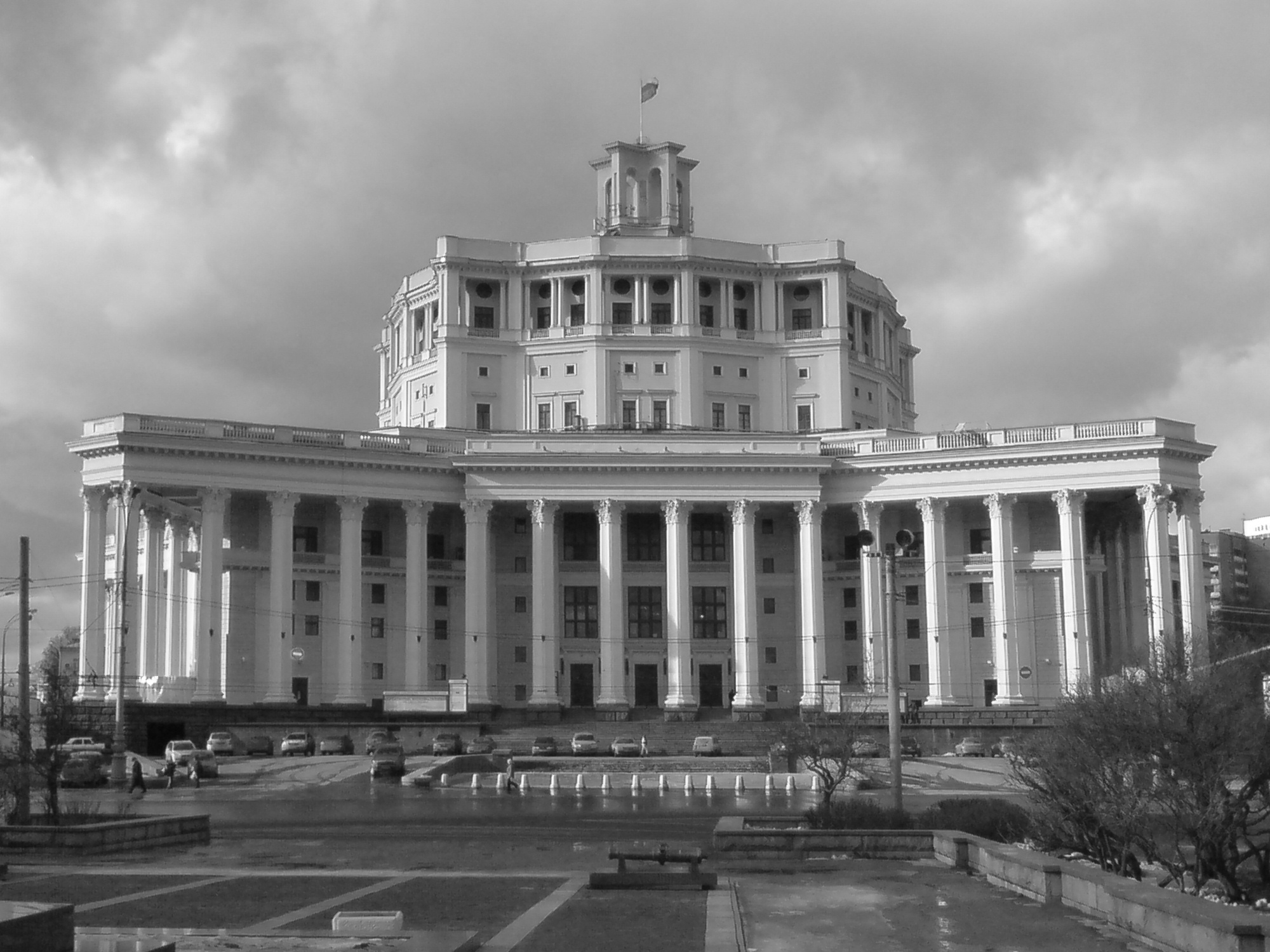
Divadlo Rudé armády v Moskvě (1951)